# Maremetraggio
Maremetraggio - International ShorTS Film Festival (Festival Internazionale del Cortometraggio e delle Opere Prime) è un festival cinematografico che si svolge annualmente, a luglio, per la durata di una settimana circa, nella città di Trieste. La prima edizione si svolse nel 2000.

## Struttura del Festival

### Sezione Maremetraggio
La sezione maremetraggio si occupa di presentare i corti vincitori, dell'anno precedente, dei più prestigiosi festival a livello internazionale. All'interno di questa sezione trovano spazio anche i registi provenienti dai Paesi dell'Iniziativa Centro Europea, (CEI), che concorrono ad un premio dedicato.

### Sezione Ippocampo
La sezione ippocampo presenta le opere prime italiane di lungometraggio, privilegiando i film che non hanno ancora trovato distribuzione nelle sale.

### Altre sezioni
- prospettiva, sezione dedicata ad un giovane talento del cinema italiano.
- retrospettiva, sezione dedicata ad un noto attore o attrice italiano, di cui verranno proposte le opere più significative e quelle più difficili da reperire.
- focus dedicato a un Paese europeo, sezione dedicata ogni anno ad un paese diverso presentando le pellicole più significative, con la collaborazione del CEI e UNESCO.

## Premi
L'elenco completo dei premi assegnati è il seguente:
- Lungometraggi in concorso
  - Premio Ippocampo alla miglior Opera Prima
  - Premio Ippocampo al miglior Attore
  - Premio Ippocampo alla miglior Attrice
  - Premio Ippocampo al miglior attore o attrice esordiente
  - Premio Coraggio al produttore dell'opera prima
  - Premio della critica alla miglior opera prima
  - Premio del pubblico alla miglior opera prima
- Cortometraggi in concorso
  - Premio Maremetraggio al miglior corto assoluto
  - Premio Maremetraggio al miglior corto italiano
  - Premio del pubblico al miglior corto
  - Premio della critica al miglior corto
  - Premio Corallino al miglior cortometraggio delle scuole medie inferiori
  - Premio Corallino al miglior cortometraggio delle scuole medie superiori